# Asigliano Veneto
Asigliano Veneto (Aseiàn in veneto) è un comune italiano di 847 abitanti della provincia di Vicenza in Veneto.

## Geografia fisica

### Territorio
Asigliano Veneto, assieme a Noventa Vicentina e Pojana Maggiore è uno dei comuni più meridionali della Provincia di Vicenza. Dista 33 km dal capoluogo. Il territorio è pianeggiante, pur trovandosi a pochi chilometri dai Colli Berici (a nord) e dai Colli Euganei (a est).

### Idrografia
Il comune è attraversato dal fiume Ronego ed è lambito dal fiume Roneghetto. Il Roneghetto si immette nel Ronego.
I due fiumi Roneghetto e Ronego segnano a sud-ovest il confine con il comune veronese di Cologna Veneta, demarcando il confine tra la Provincia di Vicenza e la Provincia di Verona.
Il Ronego è stato realizzato dai Romani e corre lungo le direttrici delle centuriazioni. Lo scopo era quello di prosciugare le zone paludose lasciate dall’antico corso dell’Adige.

## Origini del nome
Il Maccà ricorda il rinvenimento nel 1813 di una lucerna romana in contrà Bosco, con sopra incisa la parola "Agilis" donde potrebbe essere derivato il nome Agiliano poi corrottosi in Asigliano. Secondo il Pagliarino, invece, il paese era anticamente chiamato Anciliano.

## Storia

### Medioevo
Sempre secondo il Pagliarino, il paese aveva "un castello cinto di fossa et di bastioni". Esso risulta chiaramente elencato tra i castelli vescovili esentati dalla prestazione del fodro nel diploma di Federico I Barbarossa del 1158 ed in quello successivo di Federico II del 1220. Il fatto che non figuri nei privilegi imperiali precedenti può dipendere dal fatto che sia stato costruito solo nel XII secolo oppure che, pur esistendo già in epoca precedente, esso abbia avuto l'esenzione dalla tassa del fodro solo più tardi.
Dai documenti a disposizione non è possibile neppure sapere con certezza la sua ubicazione; da diversi indizi, tuttavia, si può ritenere che si trovasse nel luogo tuttora chiamato "Torre". Di tale Torre si trova cenno in un'investitura fatta dal vescovo Bartolomeo da Breganze nel marzo 1265 in favore di un certo Marco Paganizi; e da tale atto si può dedurre che torre e castello fossero ancora a quell'epoca efficienti e che il vescovo intendesse riaverli subito in caso di necessità. Da un altro atto di investitura immediatamente successivo a quello citato, dell'agosto 1265, risulta chiaro che nella precedente epoca ezzeliniana il castello di Asigliano era caduto in mano ai nemici del vescovo per il tradimento di un certo Galeda figlio di Mucio.
In epoca successiva le investiture feudali citano assai raramente il castello e non ne parlano addirittura più a partire dal XIV secolo; può darsi che sia stato distrutto già alla fine del Duecento, ma appare più probabile che la distruzione sia avvenuta dopo il 1311 durante le lotte padovano-scaligere che infierirono particolarmente nel Basso Vicentino. Tale distruzione, comunque, dev'essere stata totale e definitiva, perché già ai tempi del Pagliarino — e cioè a metà del Quattrocento — del castello si conservava solo un ricordo sbiadito; nel XVI secolo, tuttavia, si ricordava ancora il burgus, perché un atto rogato ad Asigliano il 22 agosto 1530 parla di terreni situati in ora del borgo apud illos de Malerbis.
Verso la metà del Trecento, durante la dominazione scaligera, il territorio di Asigliano fu sottoposto, sotto l'aspetto amministrativo, al Vicariato civile di Orgiano e tale rimase sino alla fine del XVIII secolo.

### Simboli

Stemma del comune di Asigliano Veneto, che ricorda l'antica torre medievale

Lo stemma e il gonfalone del comune sono stati concessi con decreto del presidente della Repubblica del 15 novembre 2006.
Il gonfalone è un drappo di rosso con la bordatura di azzurro.

## Monumenti e luoghi d'interesse

### Architetture religiose
- Chiesa di San Martino (denominata anche chiesa di San Martino Vescovo), risalente al VII secolo e ubicata in via Roma
- Capitello votivo di San Rocco per Grazie ricevute, all'incrocio fra via Fabio Filzi e via Cesare Battisti
- Capitello votivo della Madonna delle Grazie, ubicato in via 11 Febbraio
- Capitello votivo dell'Ave Maria ubicato in via Trieste
- Capitello votivo di via 4 Novembre
- Capitello votivo di via Campostrino, edificato negli anni 2010

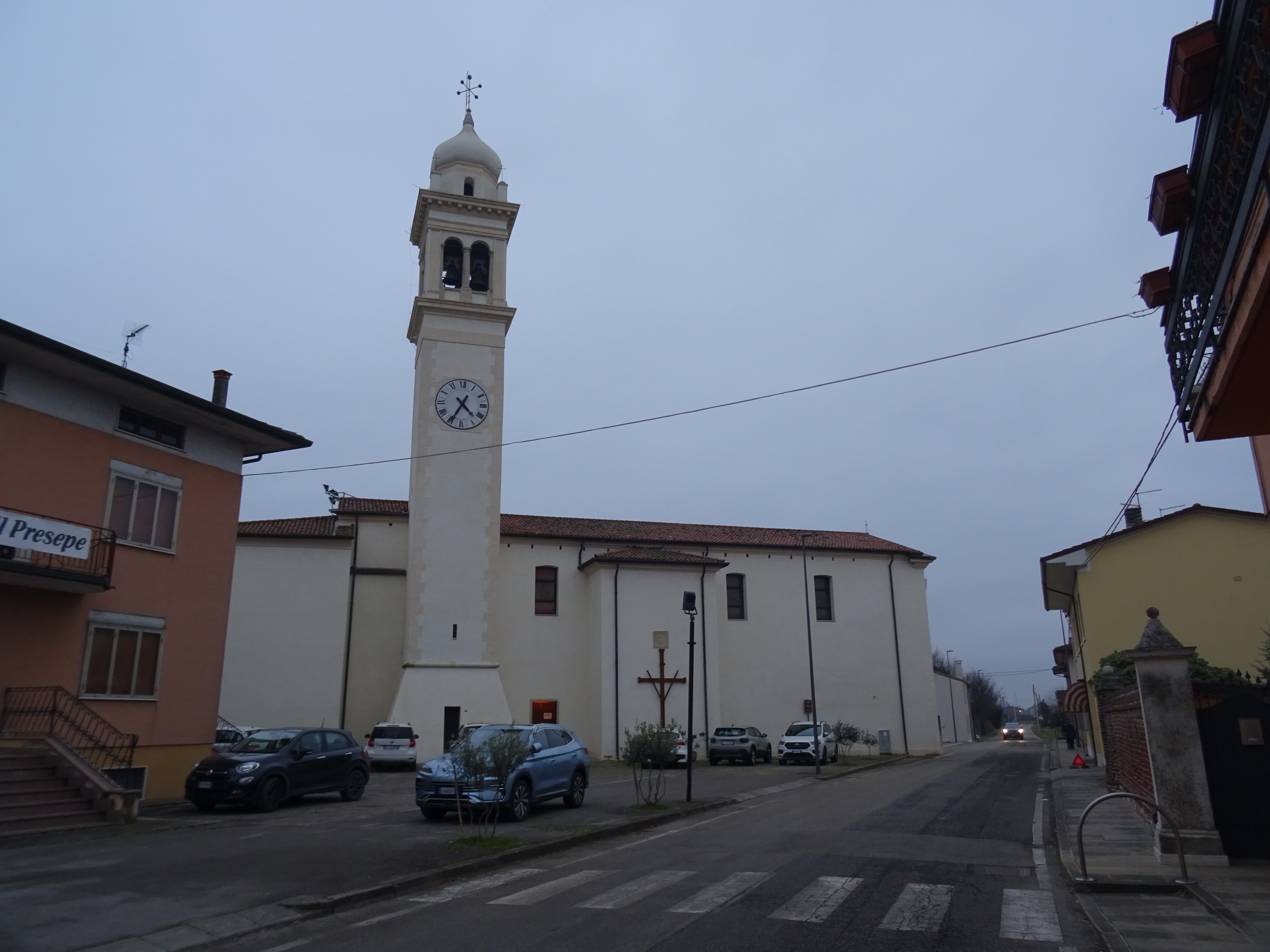
Lato sinistro della chiesa di San Martino
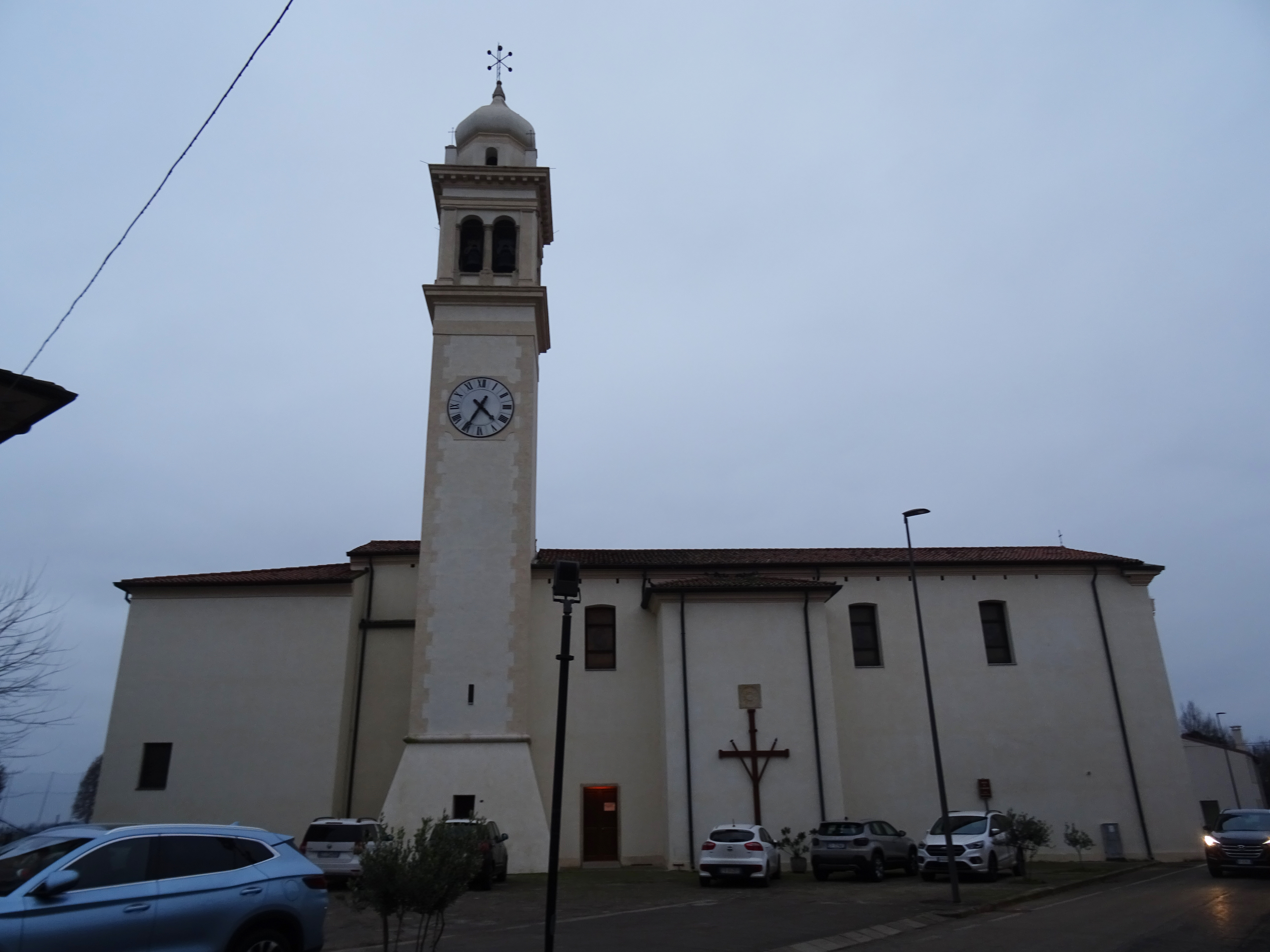
Lato sinistro della chiesa di San Martino
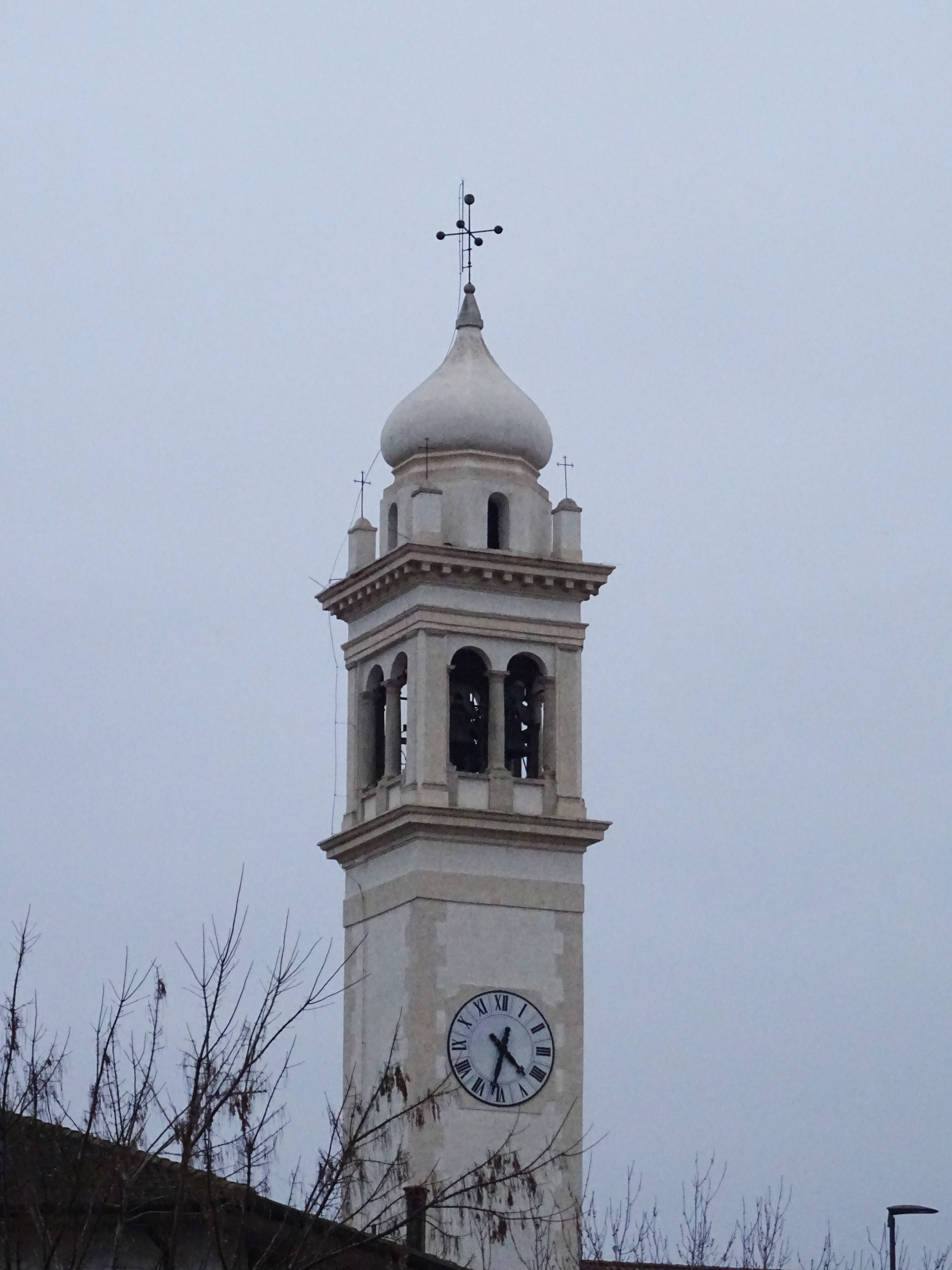
Campanile della chiesa di San Martino
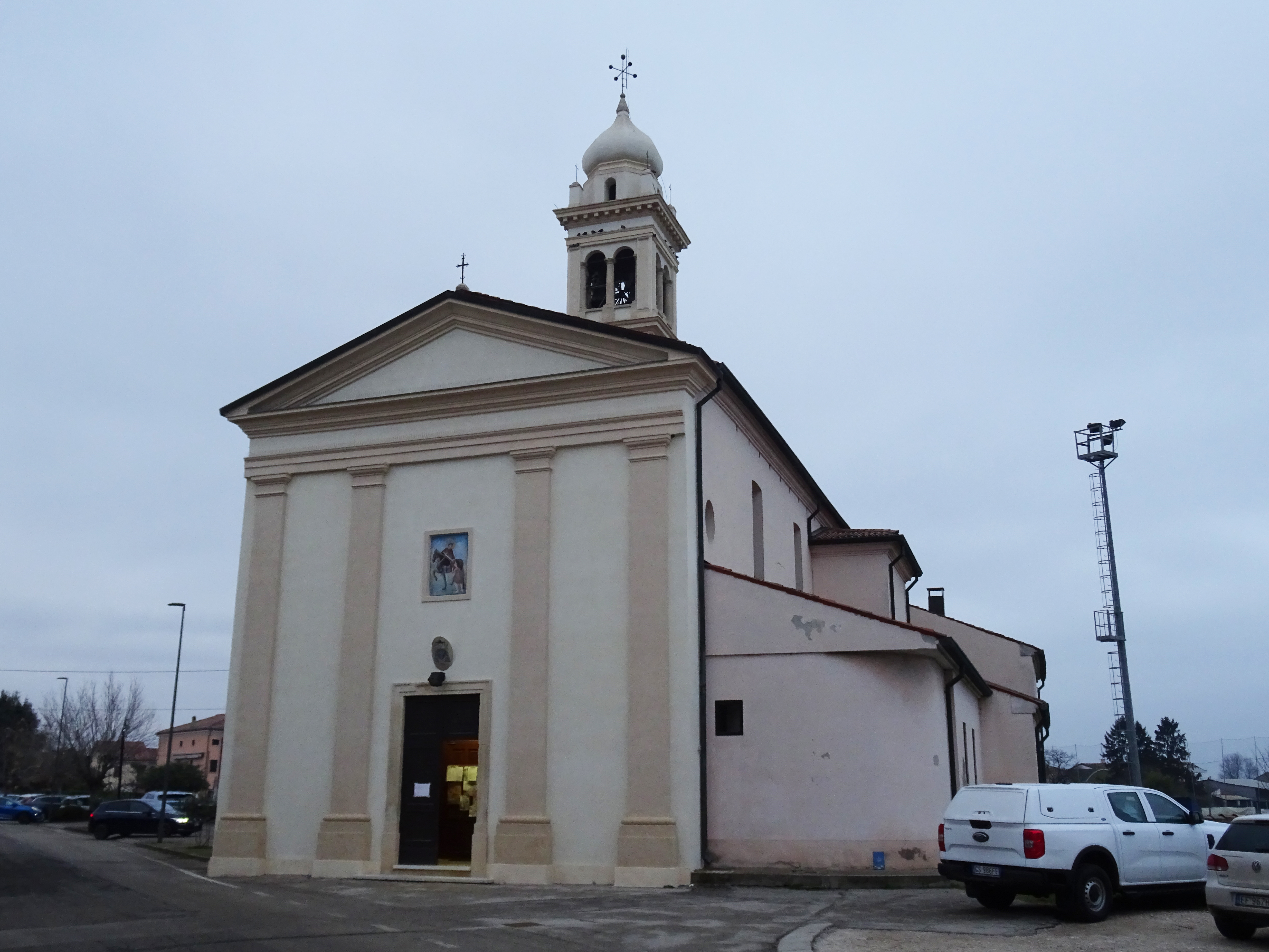
Facciata della chiesa di San Martino
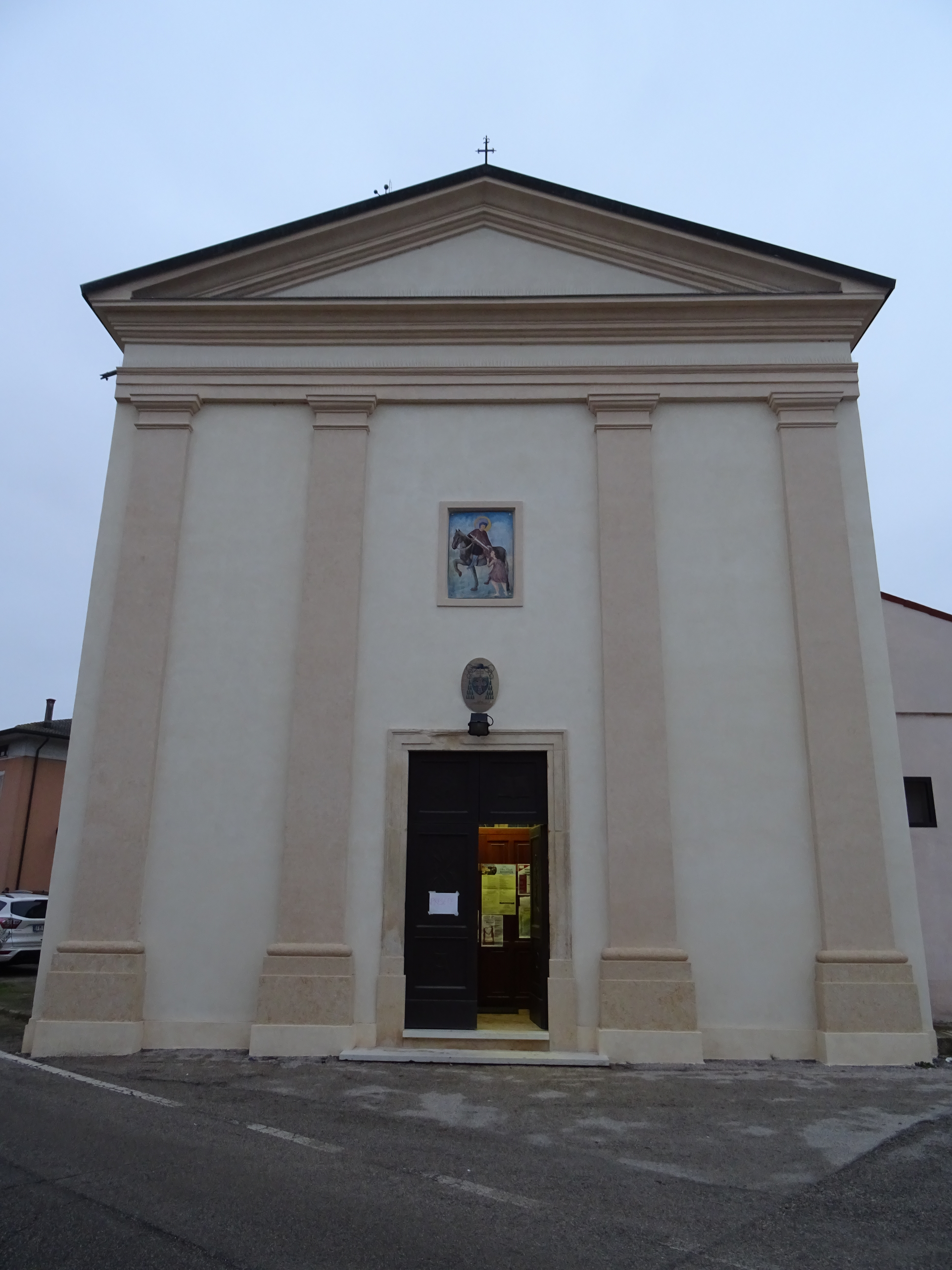
Facciata della chiesa di San Martino
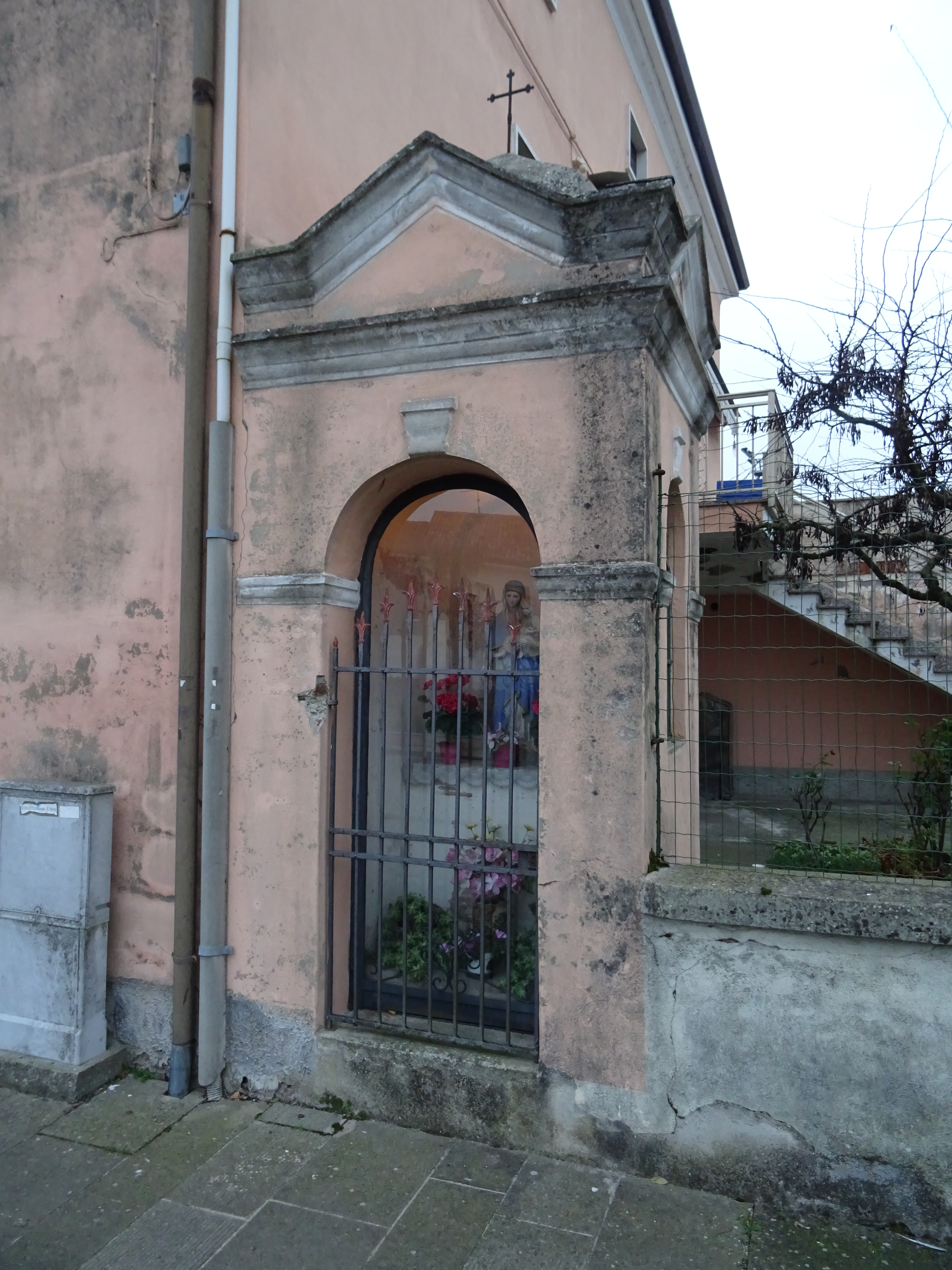
Capitello votivo di via 4 Novembre

### Architetture civili
- Villa Bressan, risalente al XV secolo e ubicata in via Trieste
- Villa Vela, risalente al XVII secolo e ubicata in via Vela
- Villa Frazza, risalente al XVII secolo e ubicata in via Roma
- Casa della Dottrina, risalente al 1947 e ubicata in via 4 Novembre
- Monumento ai Caduti delle due guerre mondiali (1915-1918 e 1940-1945), risalente al XX secolo, in via 4 Novembre

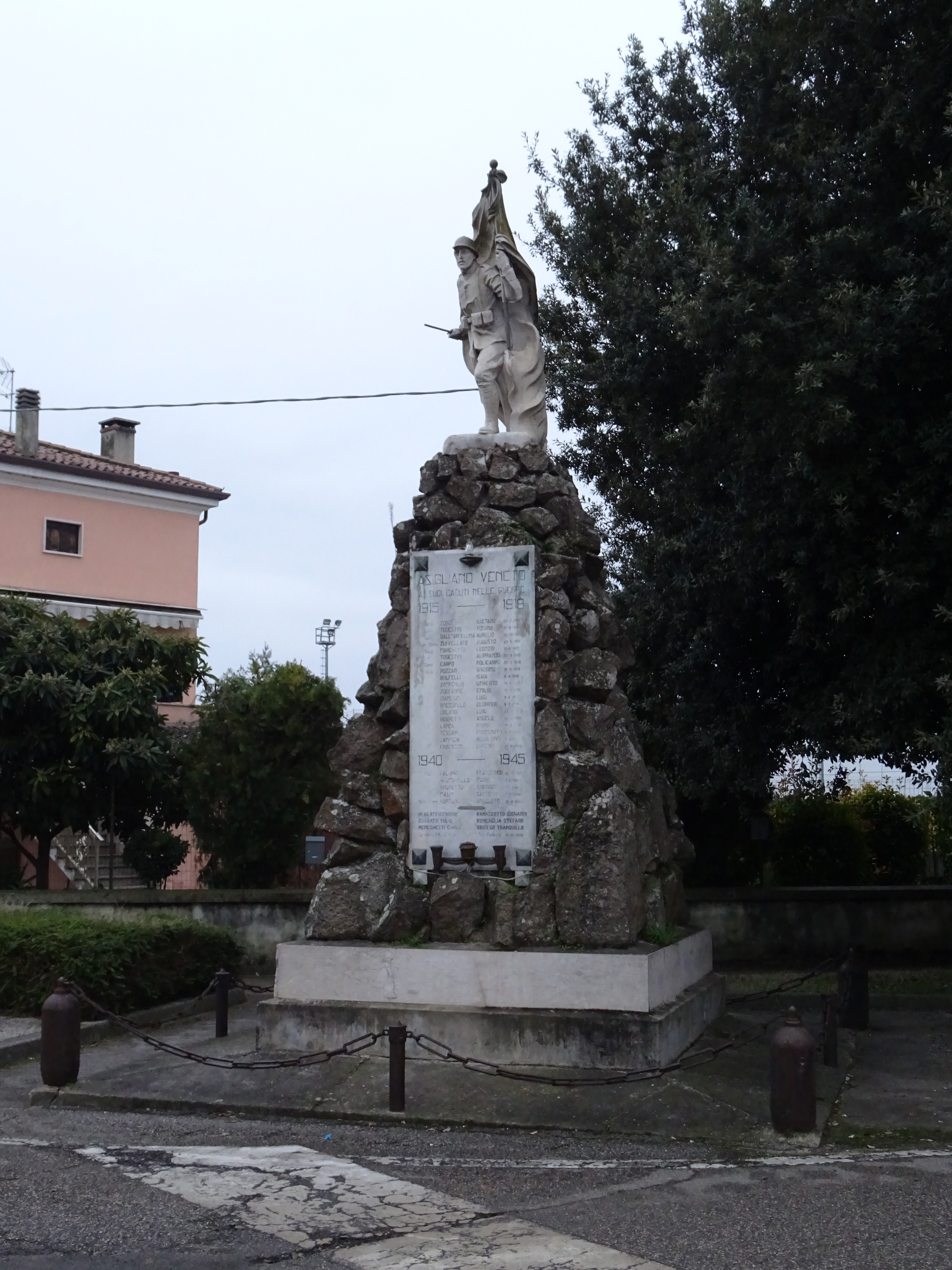
Monumento ai caduti delle due guerre mondiali (1915-1918 e 1940-1945)

### Altri monumenti e luoghi d'interesse
Asigliano visse sotto il dominio dei vescovi-conti di Vicenza ed aveva un castello cinto da mura e bastioni, distrutto tra il 1200 e il 1300 durante le guerre tra padovani e scaligeri. Non sono rimasti ruderi del castello probabilmente perché le pietre erano materiale prezioso per altre costruzioni. L’antico castello è riprodotto con colori di fantasia nello stemma del paese. Dopo il dominio dei vescovi di Vicenza si passò a quello degli scaligeri di Verona. È di questo periodo medioevale la costruzione del Casamento Vela, gruppo di abitazioni, stalle e portici che nel tempo subirono modifiche ed ampliamenti.
Nel 1404 la Provincia di Vicenza e quindi pure Asigliano passano sotto il dominio veneziano. Da notare Asigliano non è mai stato preso in considerazione dai nobili veneziani perché i suoi terreni già bonificati costavano troppo rispetto a quello dei paesi vicini. Il territorio rimase libero dal dominio signorile. Il paese conservò l’autonomia ma mancarono i fondi per le grandi opere ed il paese rimase fuori dalle grandi vie di comunicazione. Durante il 1500, il periodo delle controversie religiose, le persone colte della zona si avvicinano alle idee filoprotestanti degli anabattisti. Si riunivano nel Villa Casamento Vela dove viveva la nobile famiglia dei Marana.
Qui si rifugiò Angelica Piovene Pigafetta che venne condannata dalla chiesa cattolica per eresia. La Villa Bressan, ubicata nel centro del paese, venne fatta costruire dalla nobile famiglia Segredo nel diciottesimo secolo e recentemente acquistata e restaurata dalla famiglia Diamanti .

## Società

### Evoluzione demografica
Abitanti censiti

## Geografia antropica
Non vi sono frazioni o località all'interno del comune di Asigliano Veneto.
Tra le contrade vi rientra Campostrino.

## Infrastrutture e trasporti

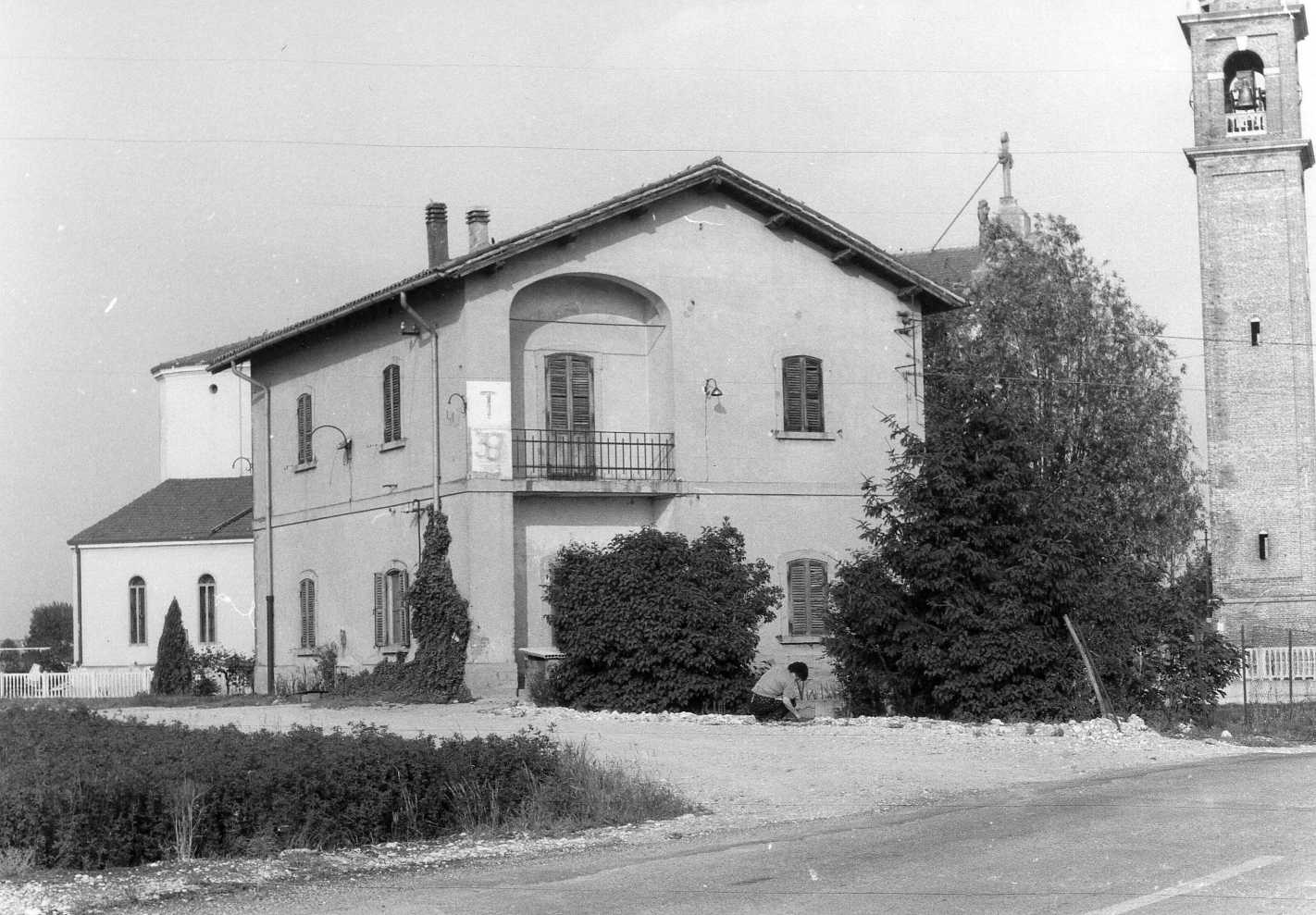
La Stazione di San Sebastiano-Asigliano

Tra il comune di Asigliano Veneto e la frazione di San Sebastiano di Cologna Veneta è ubicata la Stazione di San Sebastiano-Asigliano. È una fermata ferroviaria della dismessa Treviso - Ostiglia.

## Amministrazione
| Periodo | Periodo   | Primo cittadino  | Partito                           | Carica  |
| ------- | --------- | ---------------- | --------------------------------- | ------- |
| 1999    | 2004      | Renato Zampieri  | Lista civica                      | Sindaco |
| 2004    | 2009      | Luigi Boaretti   | Lista civica                      | Sindaco |
| 2009    | in carica | Fabrizio Ceccato | Lista Civica - Progetto Asigliano | Sindaco |

### Gemellaggi
- Asigliano Vercellese[12]
- Città della Speranza

### Altre informazioni amministrative
Il comune è stato costituito nel 1881 con la denominazione Asigliano, staccatasi dal comune di Orgiano (Censimento 1901: pop. res. 1116): decreto n. 389 del 30 luglio 1881, a firma Umberto I. L'appellativo Veneto, sebbene già in uso, venne aggiunto con decreto di Vittorio Emanuele III nel 1931.
La sua denominazione fino al 1928 era Asigliano.